# Tord Boontje

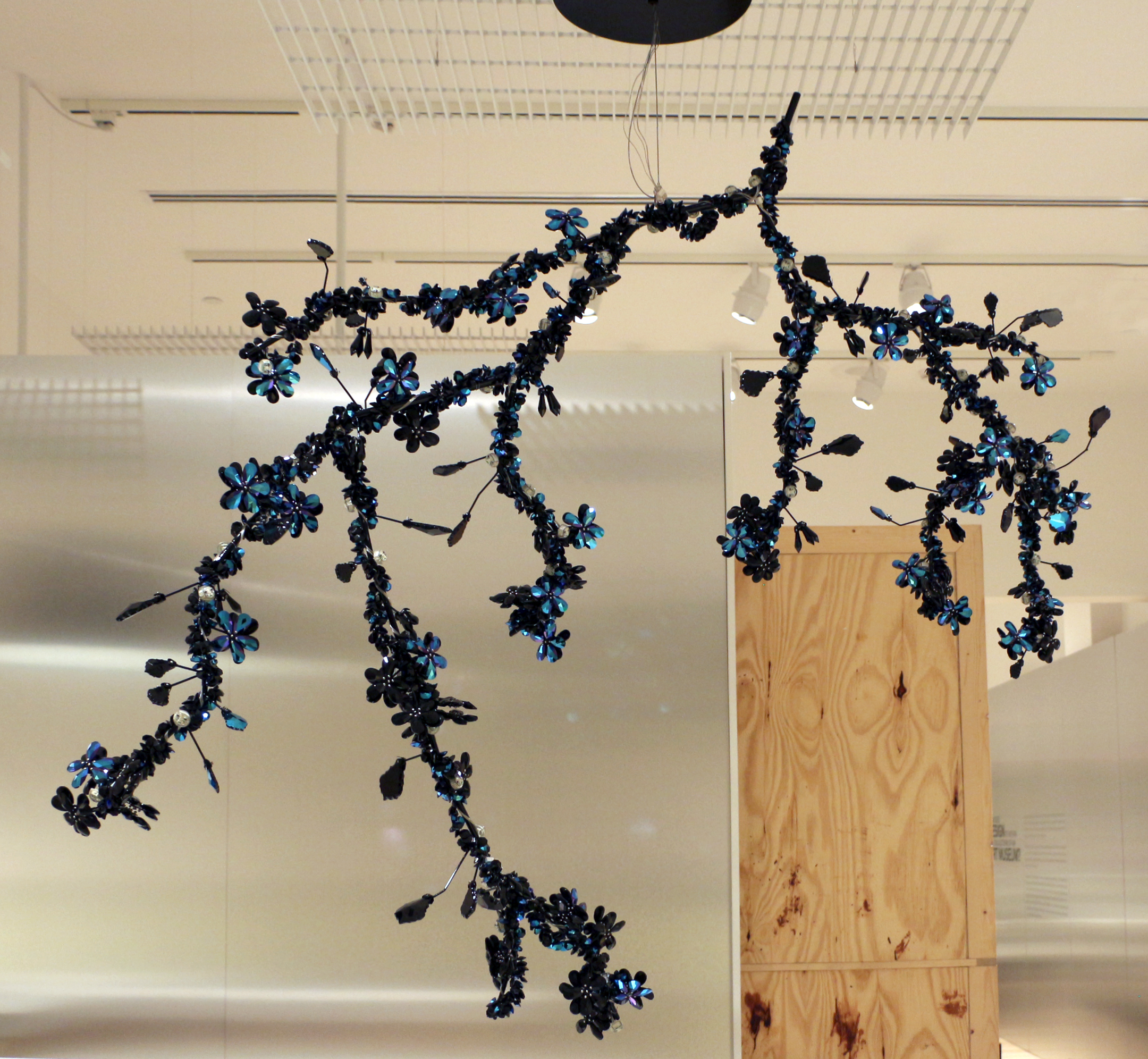
Lampe Night Blossom, für Swarovski, 2003

Tord Boontje (* 3. Oktober 1968 in Enschede) ist ein niederländischer Produktdesigner.

## Vita
Er studierte an der Design Academy Eindhoven und am Royal College in London Industriedesign.
In London gründete er 1996 ein eigenes Designstudio mit seiner Frau, der britischen Glaskünstlerin Emma Woffenden.

## Werk
Bekannt wurde Boontje zunächst mit der Vasenserie „Transglass“ und seinen Rough-and-Ready-Möbeln, die aus zusammengebundenen Holzresten und Wolldecken als Polster bestanden. Um 2000 wandte er sich den verspielten floralen Ornamenten zu, die inzwischen zu seinem unverkennbaren Markenzeichen geworden sind. So zum Beispiel seine Girlande ('Garland') aus dem Jahre 2002 aus lasergeschnittenen und geätzten Metallplatten.